# Curatelă
Curatela este o instituție legală pentru ocrotirea unei persoane care are capacitatea civilă, dar care, din cauza bătrâneții, a unei boli ori infirmități fizice sau a lipsei îndelungate de la domiciliu, nu-și poate administra singură bunurile și apăra interesele.

## Situația în România
Curatela este legiferată în Capitolul III, art.152-157 Codul familiei din România.
În art. 152 se stipulează cazurile în care se instituie curatela, și anume: 
- a. dacă din cauza bătrâneții, a bolii, sau a unei infirmități fizice, o persoană, deși capabilă, nu poate personal să își administreze bunurile și să își apere interesele în condiții mulțumitoare și din motive temeinice nu-și poate numi un reprezentant;
- b. dacă din cauza bolii sau din alte motive, o persoană deși capabilă nu poate nici personal si nici prin reprezentant să ia măsurile necesare în cazurile a căror rezolvare nu suferă amânare;
- c. dacă din cauza bolii sau din alte motive, părintele sau tutorele este împiedicat sa îndeplinească un anumit act în numele persoanei ce reprezintă sau ale cărui acte le încuviințează;
- d. dacă o persoana fiind obligata să lipsească vreme îndelungată de la domiciliu, nu a lăsat un mandatar general;
- e. dacă o persoană a dispărut fără a se avea știri despre ea și nu a lăsat un mandatar general.

Potrivit art. 154 Codul familiei, curatela se poate institui la cererea persoanei care urmează a fi reprezentată, care este capabilă adică are capacitate de exercițiu deplină. 
Cererea potrivit prevederilor legale mai poate fi făcută si de soțul celui care urmează a fi reprezentat, a rudelor acestuia, sau a tutorelui în cazul prevăzut de art. 152 lit. c, respectiv cu consimțământul acestuia.
La Art 154, Codul familiei prevede că Curatela nu se poate institui decât cu consimțământul celui reprezentat, în afară de cazurile în care consimțământul nu poate fi dat.